# Xã Franklin, Quận Appanoose, Iowa
Xã Franklin (tiếng Anh: Franklin Township) là một xã thuộc quận Appanoose, tiểu bang Iowa, Hoa Kỳ. Năm 2010, dân số của xã này là 269 người.